# Sapranthus
Sapranthus is een geslacht uit de familie Annonaceae. De soorten uit het geslacht komen voor van Mexico tot in Colombia.

## Soorten
- Sapranthus campechianus (Kunth) Standl.
- Sapranthus chiapensis Standl. ex G.E.Schatz
- Sapranthus hirsutus van Rooden ex G.E.Schatz
- Sapranthus isae J.G.Vélez & Cogollo
- Sapranthus microcarpus (Donn.Sm.) R.E.Fr.
- Sapranthus palanga R.E.Fr.
- Sapranthus violaceus (Dunal) Saff.
- Sapranthus viridiflorus G.E.Schatz